# Dichotomius spadiceus
Dichotomius spadiceus là một loài bọ cánh cứng trong họ Bọ hung (Scarabaeidae).